# 2013년 선댄스 영화제
제29회 선댄스 영화제는 2013년 1월 17일에 열린 시상식이다.

## 수상 및 후보

### 심사위원대상(미국 드라마)
- 오스카 그랜트의 어떤 하루 - 라이언 쿠글러 수상

### 심사위원대상(미국 다큐멘터리)
- 블러드 브라더 - 스티브 후버 수상

### 심사위원대상(월드시네마 드라마틱)
- 지슬 - 끝나지 않은 세월2 - 오멸 수상

### 심사위원대상(월드시네마 다큐멘터리)
- 톤레삽강은 멈추지 않는다 - 칼리야니 맘 수상

### 관객상(미국 드라마)
- 오스카 그랜트의 어떤 하루 - 라이언 쿠글러 수상

### 관객상(미국 다큐멘터리)
- 블러드 브라더 - 스티브 후버 수상

### 관객상(월드시네마 드라마틱)
- 메트로 마닐라 - 숀 엘리스 수상

### 관객상(월드시네마 다큐멘터리)
- 더 스퀘어 - 젠느 누젬 수상

### 관객상(베스트 오브 넥스트)
- 디스 이즈 마틴 보너 - 차드 하티건 수상

### 감독상(미국 드라마)
- 애프터눈 딜라이트 - 질 솔로웨이 수상

### 감독상(미국 다큐멘터리)
- 큐티 앤드 더 복서 - 재커리 하인저링 수상

### 감독상(월드시네마 드라마)
- 크리스탈 페어리 - 세바스찬 실바 수상

### 감독상(월드시네마 다큐멘터리)
- 모든 것을 사라지게 만드는 기계 - 티나틴 구르치아니 수상

### 각본상(미국 드라마)
- 인 어 월드... - 레이크 벨 수상

### 각본상(월드시네마)
- 언 아프간 러브 스토리 - 바르막 아크램 수상

### 편집상(미국 다큐멘터리)
- 가디언즈 아미 - 매튜 하마체크 수상

### 편집상(월드시네마 다큐멘터리)
- 더 서밋 - 벤 스타크 수상

### 촬영상(미국 드라마)
- 에인트 뎀 바디스 세인츠 - 브래드포드 영 수상
- 마더 오브 조지 - 브래드포드 영 수상

### 촬영상(미국 다큐멘터리)
- 더러운 전쟁 - 릭 롤리 수상

### 촬영상(월드시네마 드라마틱)
- 라스팅 - 마셀 엔그레르트 수상

### 촬영상(월드시네마 다큐멘터리)
- 후 이즈 다야니 크리스탈? - 마크 실버 수상

### 심사위원특별상(미국 다큐멘터리)
- 이니콸러티 포 올 - 제이콥 콘브러스 수상
- 언 아메리칸 프로미스 - 조 브루스터 외 1명 수상

### 심사위원특별상(월드시네마 드라마틱)
- 서클스 - 슬로단 고르보비치 수상

### 심사위원특별상(월드시네마 다큐멘터리)
- 푸시 라이엇: 어 펑크 프레이어 - 마이크 러너 외 1명 수상

### 심사위원대상-단편
- 더 휘슬 - 그제고즈 자리츠니 수상

### 심사위원상-미국단편
- 위플래쉬 - 데이미언 셔젤 수상

### 심사위원상-단편다큐멘터리
- 스키닝그로브 - 마이클 알메레이다 수상

### 심사위원상-국제단편
- 더 데이트 - 제니 토이보네미 수상

### 심사위원상-단편애니메이션
- 아이리쉬 포크 퍼니처 - 토니 도너휴 수상

### 심사위원특별상-Short Filmmaking
- 언틸 더 콰이어트 컴즈 - 캐릴 조셉 수상

### 심사위원특별상-연기상
- 스펙타큘라 나우 - 쉐일린 우들리 수상

### 심사위원특별상-음향상
- 업스트림 컬러 - 쉐인 카루스 외 1명 수상

### 심사위원특별상-단편연기상
- 팰림프세스트 - 조엘 내글 수상

### 관객상 - 단편
- 캣닙: 이그레스 투 오블리비언? - 제이슨 윌리스 수상

### 알프레드 P. 슬로안 상
- 컴퓨터 체스 - 앤드류 부자스키 수상

### 미국 드라마틱 경쟁
- 애프터눈 딜라이트 - 질 솔로웨이
- 에인트 뎀 바디스 세인츠 - 데이빗 로워리
- 오스틴랜드 - 제루샤 헤스
- C.O.G. - 카일 패트릭 알바레즈
- 컨커션 - 스테이시 패슨
- 엠마누엘 앤드 더 트루스 어바웃 피쉬스 - 프란체스카 그레고리니
- 프루트베일 - 라이언 쿠글러
- 인 어 월드... - 레이크 벨
- 킬 유어 달링스 - 존 크로키다스
- 라이프가드 - 리즈 W. 가르시아
- 메이 인 더 썸머 - 쉐리엔 다비스
- 마더 오브 조지 - 앤드류 두선무
- 스펙타큘라 나우 - 제임스 폰솔트
- 터치 필리 - 린 쉘튼
- 토이즈 하우스 - 조던 복트-로버츠
- 업스트림 컬러 - 쉐인 카루스

### 미국 다큐멘터리 경쟁
- 99%: 더 아큐파이 월 스트리트 컬래버레이티브 필름 - 아론 에이티스 외 3명
- 애프터 틸러 - 마샤 쉐인 외 1명
- 언 아메리칸 프로미스 - 조 브루스터 외 1명
- 블랙피쉬 - 가브리엘라 코우퍼스웨이트
- 블러드 브라더 - 스티브 후버
- 시티즌 코흐 - 칼 딜 외 1명
- 큐티 앤드 더 복서 - 재커리 하인저링
- 더러운 전쟁 - 릭 로울리
- 가디언즈 아미 - 돈 포터
- 갓 러브스 우간다 - 로저 로스 윌리엄스
- 이니콸러티 포 올 - 제이콥 콘브러스
- 라이프 어코딩 투 샘 - 숀 파인 외 1명
- 맨헌트 - 그렉 바커
- 나코 쿨투라 - 샤울 쉬와즈
- 트웬티 피트 프럼 스타덤 - 모건 네빌
- 발렌타인 로드 - 마르타 커닝햄

### 월드시네마 드라마틱 경쟁
- 서클스 - 슬로단 고르보비치
- 크리스탈 페어리 - 세바스찬 실바
- 더 퓨쳐 - 알리시아 셜슨
- 휴스턴 - 바스찬 건서
- 지슬 - 오멸
- 라스팅 - 야첵 보르추흐
- 메트로 마닐라 - 숀 엘리스
- Shopping - 마크 엘비스턴 외 1명
- 솔다트 자넷 - 다니엘 호슬
- 데어 윌 컴 어 데이 - 지오르지오 디리티
- 언 아프간 러브 스토리 - 바르막 아크램
- 왓 데이 돈 토크 어바웃 웬 데이 토크 어바웃 러브 - 몰리 수리아

### 월드시네마 다큐멘터리 경쟁
- 펄른 시티 - 치 자오
- 파이어 인 더 블러드 - 딜런 모한 그레이
- 구글 앤드 더 월드 브레인 - 벤 루이스
- 더 머신 위치 메이크스 에브리띵 디서피어 - 티나틴 구르치아니
- 무 맨 - 앤디 히스코트
- 쇼 트리얼: 더 스토리 오브 푸쉬 라이엇 - 마이크 러너 외 1명
- 어 리버 체인지스 코스 - 칼리야니 맘
- 셀마 - 킴 론지노트
- 더 스퀘어 - 젠느 누젬
- The Stuart Hall Project - 존 아캄프라
- 더 서밋 - 닉 라이언
- 후 이즈 다야니 크리스탈? - 마크 실버

### 단편영화 부문
- #포스트모뎀 - 루카스 레이바 외 1명
- 30% (위민 앤드 팔러틱스 인 시에라 리오니) - 안나 캐디 외 1명
- Animation Spotlight
- The Apocalypse - 앤드류 저체로
- The Battle of amfAR - 롭 엡스타인
- 벤자민스 플라워즈 - 맬린 에릭슨
- 꼬리 물기 - 김송이
- 블랙 메탈 - 캣 캔들러
- 본쉐이커 - 프란세스 보도모
- Broken Night - 길예르모 아리아가
- 더 캡슐 - 아디너 레이첼 창가리
- 더 캡틴 - 내쉬 에저튼
- 캐트닙: 이그레스 투 오블리비언? - 제이슨 윌리스
- 세빌레 - 케빈 제롬 에버슨
- The Companion - Alvaro Delgado-Aparicio
- 더 커브 - 릴리 스턴즈
- The Curse - FYZAL BOULIFA
- Datamosh - Yung Jake
- 더 데이트 - 제니 토이보네미
- Documentary Shorts Program 1
- Documentary Shorts Program 2
- Endless Day - 애너 프란시스 이워트
- The Event - 줄리아 포트
- Fall to Grace - Alexandra Pelosi
- 페럴 - 다니엘 소사
- 르 퓨튀르 프로쉬 - 소피 고예트
- GUN - Spencer Gillis
- 인 핸포드 - 크리스 마스
- 아이리쉬 포크 퍼니처 - 토니 도너휴
- Iyeza - Kudzanai Chiurai
- Jonah - 킵웨 타바레스
- K.I.T. - 미쉘 모건
- 가라오케! - 앤드류 렌지
- 마그네슘 - 샘 드 종
- Marcel, King of Tervuren4 - 톰 슈로더
- 무비스 메이드 프럼 홈 # 15 - 로버트 맥호이안
- 무비스 메이드 프럼 홈 # 6 - 로버트 맥호이안
- New Frontier Shorts Program
- 나이트 쉬프트 - 지아 만드비왈라
- 오 윌리... - 에마 데 스와프 외 1명
- On Suffocation - 제니퍼 말름크비스트
- 아웃로우드 인 파키스탄 - 하비바 노쉰 외 1명
- 팰림프세스트 - 마이클 티불스키
- 파라다이스 - 나다브 커츠
- 프리마트 시네마: 에이프스 에즈 패밀리 - 레이첼 마예리
- 레코드/플레이 - 제시 아틀라스
- 순록 - 에바 웨버
- 로퍼 - 이완 맥니콜 외 1명
- 스크러버 - 로몰라 가레이
- The Secret of Trees - 앨버트 메이슬리스
- Seraph - Dash Shaw
- Shorts Program 1
- Shorts Program 2
- Shorts Program 3
- Shorts Program 4
- Shorts Program 5
- 시로코 - 히샴 비즈리
- Skin - 조다나 스피로
- 스키닝그로브 - 마이클 알메레이다
- 소셜 버터플라이 - 로렌 울크스타인
- The Song of the Mechanical Fish - Philipp Yuryev
- 모들린 가족 이야기 - 세르히오 옥스만
- Summer Vacation - 샤론 메이몬 외 1명
- 땡큐 - 펜들튼 워드 외 3명
- Today and Tomorrow - Aaron Douglas Johnston
- 트램 - 미카엘라 파브라토바
- 언틸 더 콰이어트 컴즈 - 캐릴 조셉
- 볼륨 - 마할리아 벨로
- What Do We Have in Our Pockets? - 고랜 더킥
- 웬 더 좀비스 컴 - 존 허스트
- 위플래쉬 - 데이미언 셔젤
- 더 휘슬 - 그제고즈 자리츠니
- You Are More Than Beautiful
- You Don't Know Jack - 모건 스펄록

### 넥스트
- 블루 카프라이스 - 알렉산드르 무어스
- 컴퓨터 체스 - 앤드류 부자스키
- 이스케이프 프럼 투모로우 - 랜디 무어
- 아이 유즈드 투 비 다커 - 매튜 포터필드
- 잇 펠트 라이크 러브 - 엘리자 히트맨
- 밀크쉐이크 - 데이비드 안달맨
- 뉼리위즈 - 샤카 킹
- 핏 스탑 - 옌 탠
- 어 티쳐 - 한나 피델
- 디스 이즈 마틴 보너 - 차드 하티건

### 미드나잇
- 애스 백워드 - 크리스 넬슨
- 헬 베이비 - 로버트 벤 가랜트 외 1명
- 인 피어 - 제레미 로버링
- 킹크 - 제임스 프랭코
- 매직, 매직 - 세바스찬 실바
- 램블러 - 캘빈 리 리더
- S-VHS - 사이몬 바렛 외 1명
- 버츄얼리 히어로즈 - G.J. 에크턴캠프
- 위 알 왓 위 알 - 짐 미클

### 스팟라이트
- 필 더 보이드 - 라마 버쉬테인
- 와시푸르의 갱들 - 아누락 카시압
- 더 게이트키퍼즈 - 도르르 모어
- 머드 - 제프 니콜스
- 노 - 파블로 라라인
- 관광객 - 벤 웨틀리
- 스토리즈 위 텔 - 사라 폴리

### 프리미어
- A.C.O.D. - 스투 지커맨
- 비포어 미드나잇 - 리처드 링클레이터
- 빅서 - 마이클 폴리쉬
- 브레스 인 - 드레이크 도리머스
- 돈 존스 어딕션 - 조셉 고든 레빗
- 이스트 - 잘 벳만그리즈
- 인에비터블 디핏 오브 미스터 앤드 피트 - 조지 틸만 주니어
- 잡스 - 조슈아 마이클 스턴
- 더 룩 오브 러브 - 마이클 윈터바텀
- 러브레이스 - 롭 엡스타인
- 네세서리 데스 오브 찰리 컨츄리맨 - 프레드릭 본드
- 프린스 아발란체 - 데이빗 고든 그린
- 스토커 - 박찬욱
- 스윗워터 - 로건 밀러 외 1명
- 탑 오브 더 레이크 - 제인 캠피온 외 1명
- 투 마더스 - 안 퐁텐
- 베리 굿 걸스 - 나오미 포너
- 더 웨이, 웨이 백 - 냇 팩슨 외 1명

### 다큐멘터리 프리미어
- 아니타 - 프리다 리 모크
- 더 크래쉬 릴 - 루시 워커
- History of the Eagles Part 1 - 앨리슨 엘우드
- Linsanity - Evan Jackson Leong
- 머슬 숄즈 - 그렉 프레디 카맬리어
- 판도라의 약속 - 로버트 스톤
- 런닝 프럼 크레이지 - 바바라 코플
- 사운드 시티 - 데이빗 그롤
- 위 스틸 시크릿: 더 스토리 오브 위키리크스 - 알렉스 기브니
- 웬 아이 워크 - 제이슨 다실바
- 위치 웨이 이즈 더 프론트 라인 프럼 히어? 더 라이프 앤드 타임 오브 팀 헤더링톤 - 세바스찬 융거
- 더 월드 어코딩 투 딕 체니 - R.J. 커틀러

### 뉴 프론티어
- 찰리 빅터 로미오 - 로버트 버거 외 1명
- 팻 셰이커 - 모함마드 쉬르바니
- 핼리 - 세바스찬 호프만
- 인테리어. 레더 바. - 제임스 프랭코
- 더 미티어 - 프랑수아 들릴
- 롱 캅스 - 쿠엔틴 듀피욱스

### 선댄스 컬렉션
- 엘 마리아치 - 로버트 로드리게즈